# Slavonische Presse
Slavonische Presse je bio hrvatski dnevni list na njemačkom iz Osijeka. 

## Povijest
Ove novine su počele izlaziti 1885. godine. Izlazio je triput tjedno: utorkom, četvrtkom i nedjeljom do 1893. kada postaje dnevnik
Izdavač, vlasnik i odgovorni urednik bio je Karl (Carl) Laubner.
Nisu izlazile od 1923. do 1927., a prestale su izlaziti 1929. godine. Glavni urednici bili su 1885. – 1889. Victor Hahn, Carl M. Benda, 1921. – 1921. Antun Rott. te od 1917. do kraja izlaženja tisak Antuna Rotta. Uređivao ga je i Josip Kertes. Izlazile su na njemačkom jeziku i povremeno na hrvatskom. Tiskane su u tiskari Karla Laubnera goticom i latinicom. Izdavači su bili C. M. Benda, zatim Antun Rott pa konzorcij Slavonische Presse. Kazališna kritičarka Slavonische Pressea od 1905. do 1913. bila je Josipa Glembay.